# 浅間前新田
浅間前新田（せんげんまえしんでん）は、千葉県我孫子市の大字。郵便番号は270-1116。

## 地理
北は布佐、東は相島新田、南は浅間前、東は大作新田に隣接している。

## 小字
小字は以下の通り。
- 中曽根（なかそね）
- 上沼悪水落堀（かみぬまあくすいおちぼり）
- 堀向（ほりむこう）
- 道上（みちうえ）
- 道下（みちした）
- 新道下（しんみちした）
- 新々田（しんしんでん）

## 歴史
江戸期は浅間前新田であり、下総国相馬郡のうち。江戸前期から手賀沼開墾により成立した新田村。寛文年間に開発され、天和2年から手賀沼新田請方の反高場となり、年貢を上納した所のうちと思われ、享保年間には浅間前分と称した。幕府領。村高は、「元禄郷帳」には見えず、「天保郷帳」「旧高旧領」ともに52石余。布佐村との境界沿いに集落を形成。文政7年布瀬村を親浜とする六ヶ村浜組を形成、鳥猟運上を納めた。

### 年表
- 1873年（明治6年） - 千葉県に所属。
- 1878年（明治11年）南相馬郡に編入。
- 1889年（明治22年）4月1日 - 町村制施行し印旛郡大杜村と南相馬郡布佐町が発足。
  - 飛地の字流木留は大杜村大字浅間前となる[5]。
  - 本村は布佐町大字浅間前新田になる[5]。
- 1897年（明治30年）3月30日 - 東葛飾郡が南相馬郡を編入し東葛飾郡布佐町となる。
- 1955年（昭和30年）4月29日 - 我孫子町・布佐町・湖北村と合併し我孫子町が発足。我孫子町浅間前新田となる。
- 1970年（昭和45年）7月1日 - 我孫子町が市制施行して我孫子市となる。我孫子市浅間前新田となる。

## 世帯数と人口
2017年（平成29年）4月1日現在の世帯数と人口は以下の通りである。
| 大字       | 世帯数 | 人口 |
| ---------- | ------ | ---- |
| 浅間前新田 | 20世帯 | 47人 |

## 小・中学校の学区
市立小・中学校に通う場合、学区は以下の通りとなる。
| 番地 | 小学校                 | 中学校               |
| ---- | ---------------------- | -------------------- |
| 全域 | 我孫子市立布佐南小学校 | 我孫子市立布佐中学校 |

## 施設
- 浅間前自治会集会所

## 交通

### 道路
- 国道
  - 国道356号